# Peleteria tegulata
Peleteria tegulata là một loài ruồi trong họ Tachinidae.